# White Horse
White Horse är den amerikanska countrypopsångerskan Taylor Swifts andra singel från hennes andra studioalbum Fearless. Det är den sjunde officiella singeln som Taylor har släppt under hennes karriär. "White Horse" blev den första videon någonsin att göra debut som #1 på CMT:s Top Twenty Countdown.
Den här låten är dessutom med i premiären av den femte säsongen av Grey's Anatomy.

## Listplaceringar
| Singellista (2008-2009)                  | Topplacering |
| ---------------------------------------- | ------------ |
| Australian ARIA Singles Chart            | 41           |
| Canadian Hot 100                         | 43           |
| Canadian Radio & Records Country Singles | 5            |
| U.S. Billboard Hot 100                   | 13           |
| U.S. Billboard Hot Country Songs         | 2            |
| U.S. Billboard Pop 100                   | 23           |
| UK Singles Chart                         | 60           |